# Schwedische Basketballnationalmannschaft
Die schwedische Basketballnationalmannschaft der Herren (schwedisch Sveriges herrlandslag i basket) repräsentiert Schweden bei internationalen Basketball-Länderspielen.

## Geschichte
Die schwedische Basketballnationalmannschaft nahm erstmals an der Endrunde der Basketball-Europameisterschaft 1953 teil, in der sie jedoch alle sieben Spiele verlor und den letzten Platz belegte. Zwei Jahre später besiegte man in der eigenen ersten Begegnung Dänemark. Dies blieb der einzige Sieg bei dem Turnier, was aber zum drittletzten und 16. Platz noch vor der westdeutschen Nationalmannschaft reichte. In einem auf 16 Mannschaften beschränkten Teilnehmerfeld war in den folgenden beiden Austragungen nicht vertreten und erreichte dann erstmals wieder bei der EM 1961 die Endrunde, in der man in Belgrad in der Platzierungsrunde England besiegen konnte und den 18. und vorletzten Platz belegte. Vier Jahre später reichte es zwar zur Qualifikation für ein Teilnehmerfeld von 16 Mannschaften, doch in der Endrunde 1965 in der Sowjetunion belegte man sieglos den letzten Platz. Weitere vier Jahre später war man bei der Endrunde 1969 in einem Teilnehmerfeld von zwölf Mannschaften vertreten. Zum Auftakt besiegte man überraschend Bulgarien, verlor aber alle restlichen Spiele und belegte erneut den letzten Platz in der Endrunde.
In den 1970er Jahren war die schwedische Auswahl bei keiner Endrunde einer Europameisterschaft vertreten. Nach dem Olympiaboykott der meisten NATO-Staaten für die Olympischen Spiele 1980 in Moskau rutschte man in das Teilnehmerfeld des olympischen Basketballwettbewerbs. Bei der einzigen Teilnahme an einer globalen Endrunde blieb man zwar in der Vorrunde erneut sieglos, doch in der Platzierungsrunde gelangen noch zwei Siege über Senegal und Indien. Der abschließende Sieg gegen Polen war ohne Bedeutung für das Klassement und so beendete Schweden das Turnier auf dem zehnten und drittletzten Platz. Bei der EM-Endrunde 1983 in Frankreich blieb man unter zwölf Teilnehmern komplett sieglos und belegte erneut den letzten Platz. Nachdem Ende der 1980er Jahre nur noch acht Mannschaften an der Endrunde teilnahmen, wurden bei der EM-Endrunde 1993 in Deutschland wieder 16 Mannschaften eingeladen. Für dieses Teilnehmerfeld konnte sich auch die schwedische Auswahl qualifizieren und besiegte im zweiten Gruppenspiel den späteren Vizeeuropameister Russland. Durch den schlechteren direkten Vergleich verpasste man jedoch den Sprung in die Zwischenrunde und wurde am Ende auf dem 14. und drittletzten Platz eingestuft. Zwei Jahre später wurde das Teilnehmerfeld bei der EM-Endrunde 1995 auf 14 Mannschaften reduziert. Man blieb in sechs Gruppenspielen sieglos und belegte den letzten Platz. Danach gelangen keine Qualifikationen mehr für eine Endrunde, bevor man bei der EM-Endrunde 2003 selbst als Gastgeber automatisch qualifiziert war. Doch auch vor heimischem Publikum blieb man in der Vorrunde sieglos und ließ im Klassement der 16 Teilnehmer gastfreundlich allen anderen Mannschaften den Vortritt.
Erst zur EM-Endrunde 2013 gelang erstmals nach 18 Jahren wieder die sportliche Qualifikation für eine auf 24 Mannschaften erweiterte Endrunde, nachdem man sich mit dem ersten schwedischen NBA-Spieler Jonas Jerebko in der Qualifikation nur der ungeschlagenen deutschen Nationalmannschaft den Vortritt lassen musste.

### Bekannte Spieler

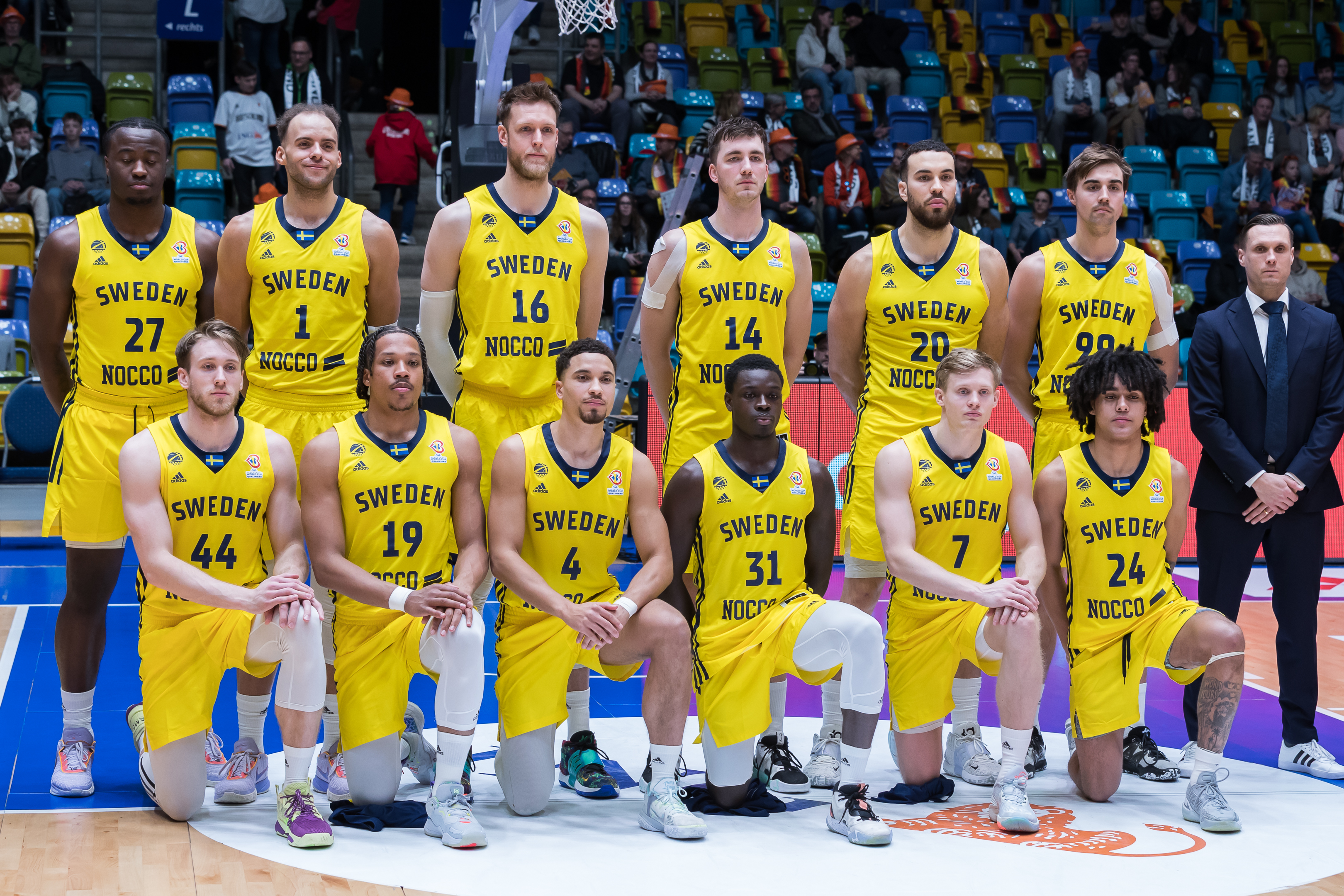
Kader im Februar 2023

Bekannte Spieler, die in der jüngeren Vergangenheit in der Nationalmannschaft spielten, sind:
| - Paul J. Burke (* 1972) - Joakim Blom (* 1976) - Mats Levin (* 1977) - Fredrik Jönzén (* 1978) - Oluoma Nnamaka (* 1978) | - Martin Ringström (* 1981) - Christian Maråker (* 1982) - Olivier Ilunga (* 1983) - Serkan Inan (* 1986) |

## Abschneiden bei internationalen Turnieren

### Olympische Sommerspiele
- 1936 – 1976 – nicht teilgenommen oder nicht qualifiziert
- 1980 – 10. Platz
- 1984 – 2012 – nicht teilgenommen oder nicht qualifiziert

### Weltmeisterschaften
- bisher nicht qualifiziert

### Europameisterschafts-Endrunden
| - 1953 – 17. Platz - 1955 – 16. Platz - 1957 – nicht qualifiziert - 1959 – nicht qualifiziert - 1961 – 18. Platz - 1963 – nicht qualifiziert - 1965 – 16. Platz - 1967 – nicht qualifiziert - 1969 – 12. Platz - 1971 bis 1981 – nicht qualifiziert | - 1983 – 12. Platz - 1985 bis 1991 – nicht qualifiziert - 1993 – 14. Platz - 1995 – 14. Platz - 1997 – nicht qualifiziert - 1999 – nicht qualifiziert - 2001 – nicht qualifiziert - 2003 – 16. Platz - 2005 bis 2011 – nicht qualifiziert - 2013 – 13. Platz | - 2015 – nicht qualifiziert - 2017 – nicht qualifiziert - 2022 – nicht qualifiziert |